# 科戈略斯维加
科戈略斯维加（西班牙語：Cogollos Vega）是西班牙安达卢西亚自治区格拉纳达省的一个市镇。总面积50平方公里，2001年普查人口總數為1989人，人口密度為每平方公里40人。